# Rodeo de la Cruz
Rodeo de la Cruz es una localidad ubicada en el departamento Guaymallén de la provincia de Mendoza, Argentina.
Posee cinco escuelas, un destacamento policial y dos centros de salud.

## Historia
En los registros de la Historia Eclesiástica de Cuyo se establece que ya en 1750 existía el paraje llamado Rodeo de la Cruz, dependiente de la parroquia de la ciudad de Mendoza, justificando así su antigüedad y la actividad ganadera. Era costumbre en aquellas lejanas épocas llamarle “rodeo” a las principales estancias y aplicarles a las mismas el nombre de sus propietarios. Esta zona desde 1663 fue propiedad de la familia De la Cruz, derivando de ésta la denominación del distrito.
Al crearse el Departamento de Guaymallén por decreto del 14 de mayo de 1858, se delimitó el distrito de Rodeo de la Cruz. En esa época había pocas viviendas en la zona, la que era eminentemente agrícola. Sobresalía el cultivo de maíz y trigo y otros granos, así como legumbres y hortalizas. Había campos de pastoreo donde se reponía e invernaba la hacienda después de un largo viaje.
En 1884 se inició la construcción del ramal ferroviario que atraviesa el distrito, lo que constituye un hecho de importancia para la zona. Los ingenieros encargados de la obra ferroviaria levantaron algunas casas a lo largo del Carril Nacional, edificaciones en las que predominó un definido estilo inglés, que contrastaba con la arquitectura colonial de las viviendas de los primeros pobladores. Poco después, con el arribo de los inmigrantes, la arquitectura del distrito ofreció diversas variaciones predominando el estilo itálico.

## Geografía

### Límites
Limita al sur con calle San Francisco del Monte, al este con la calle Concordia y la calle Milagros, al norte con el Ferrocarril General San Martín y con el Canal Pescara, y al oeste con en Canal Pescara.
Tiene 8 km². La calle Carlos Ponce es la de comunicación inter-departamental. Las vías primarias son: Elpidio González, San Francisco del Monte, y Bandera de los Andes. Las secundarias son: Famatina, Pichincha, Congreso, y Solari.

### Población
Con 19,053 habitantes (Indec, 2001), forma parte del componente Guaymallén del área metropolitana del Gran Mendoza. Su densidad poblacional de 2382 hab/km².

### Sismicidad
La sismicidad del área de Cuyo (centro oeste de Argentina) es frecuente y de intensidad muy alta, con un silencio sísmico de terremotos medios a graves cada 20 años.
- Sismo de 1861: aunque dicha actividad geológica catastrófica ocurre desde épocas prehistóricas, el terremoto del 20 de marzo de 1861 (164 años), con 12 000 muertes,[2] señaló un hito importante dentro de la historia de eventos sísmicos argentinos ya que fue el más fuerte registrado y documentado en el país. A partir del mismo los sucesivos gobiernos mendocinos y municipales han ido extremando cuidados y restringiendo los códigos de construcción.[1] Con el terremoto de San Juan del 15 de enero de 1944 (81 años) los gobiernos tomaron estado de la enorme gravedad crónica de sismos de la región.
- Sismo de 1920: de 6,8 de intensidad, destruyó parte de sus edificaciones y abrió numerosas grietas en la zona. Hubo 250 muertes por destrucción de casas de adobe[2][1]
- Sismo del sur de Mendoza de 1929: muy grave, y al no haber desarrollado ninguna medida preventiva, a pesar de haber transcurrido solo nueve años del anterior, mató a 30 habitantes por la caída de casas de adobe[1]
- Sismo de 1985: fue otro episodio grave,[3] de 9 s de duración, derrumbando el viejo Hospital del Carmen de Godoy Cruz.

## Economía
En la actualidad Rodeo de la Cruz es importante polo de desarrollo industrial y comercial, donde se destacan las fábricas de alimentos balanceados, de envases de vidrio, carrocerías, artículos del hogar, productos alimenticios, bicicletas, mosaicos, fuegos artificiales y equipos de bombeo, entre otros. También se suma la explotación y venta de cerdos, conejos y aves. 

## Cultura
El municipio de Guaymallén tiene en este distrito el Centro Cultural “Pascual Lauriente”, que se aboca a diferentes actividades culturales, educativas, sociales y turísticas. Su edificio tiene una superficie de 750 m² cubiertos, y fue inaugurado por la comuna el 14 de mayo de 1993. Caracteriza además a la zona, la plaza denominada “El Arco”, ubicada en Carril Nacional y Agustín Álvarez, cuya construcción data de 1940 y su completa remodelación a cargo del municipio se concretó en noviembre de 1993. A esta tradicional construcción se anexaron espacios recreativos, glorieta, farolas coloniales, y especies arbóreas y arbustivas.

## Parroquias de la Iglesia católica en Rodeo de la Cruz
| Arquidiócesis | Mendoza                   |
| ------------- | ------------------------- |
| Parroquia     | Nuestra Señora del Carmen |